# Amanda Bearse
Amanda Bearse (Winter Park, 9 augustus 1958) is een Amerikaanse actrice, televisieregisseuse en comédienne. Zij speelde in 243 afleveringen van de komedieserie Married... with Children als buurvrouw Marcy D'Arcy (in eerste instantie Marcy Rhoades). Bearse regisseerde hiervan 31 afleveringen zelf. Daarnaast speelde ze in films als Fright Night en The Doom Generation en regisseerde ze verscheidene afleveringen van onder meer Dharma & Greg en MADtv.
In een nummer van Advocate Magazine uit 1993 maakte Bearse openbaar dat zij lesbisch is. Ze woont samen met haar partner en heeft een geadopteerde dochter. In een aflevering van Married... with Children uit 1997 speelde Bearse een rol met een knipoog als Marcy's lesbische nichtje Mandy.

## Filmografie
Als actrice:
- Give or Take an Inch (2003)
- Here Come the Munsters (1995, televisiefilm)
- The Doom Generation (1995)
- Out There 2 (1994, televisiefilm)
- Goddess of Love (1988, televisiefilm)
- Fright Night (1985) .
- Fraternity Vacation (1985)
- Protocol (1984)
- First Affair (1983, televisiefilm)

Als regisseuse:
- The Big Gay Sketch Show (2006-2008, 15 afleveringen)
- MADtv (1999-2004, 7 afleveringen)
- Reba (2001-2002, 5 afleveringen)
- Dharma & Greg (1998-2000, 10 afleveringen)
- The Jamie Foxx Show (1998-1999, 3 afleveringen)
- Rude Awakening (1998, 2 afleveringen)
- The Tom Show (1997, 3 afleveringen)
- Married... with Children (1991-1997, 31 afleveringen)
- Malcolm & Eddie (1996-1997, 3 afleveringen)